# ビバ!ホリデー
『ビバ!ホリデー』は、日本テレビで1977年10月8日から1979年3月31日まで放送されていた情報番組である。くるしまレジャーの一社提供。

## 概要
岡崎友紀が司会を務めていた15分番組で、毎回、岡崎が行楽・映画・演劇・催し物などを案内していた。また、歌手をゲストに招いてトークをしたり、各地の風物詩映像を背にした状態で詩を朗読したりもしていた。
番組の終了後、替わって月曜 - 金曜の同じ時間帯に放送の情報番組『タウン5』がスタートした。